# Рінус Терлув
Марінус Терлув (нід. Marinus Terlouw), відоміший під коротким прізвиськом Рінус Терлув (нід. Rinus Terlouw, 16 червня 1922, Капелле-ан-ден-Ейссел — 17 грудня 1992, Капелле-ан-ден-Ейссел) — нідерландський футболіст, який грав на позиції захисника. Відомий за виступами у складі роттердамської «Спарти», та у складі національної збірної Нідерландів, у складі якої був учасником Олімпійських ігор 1948 року в Лондоні та Олімпійських ігор 1952 у Гельсінкі.

## Клубна кар'єра
Рінус Терлув розпочав виступи на футбольних полях у нижчолігових клубах «Зверверс» і «Крімпен». У 1948 році Терлув став гравцем клубу «Спарта» з Роттердама, у складі якої грав до 1958 року, де був постійним гравцем основи команди. У сезоні 1957—1958 років став у складі роттердамської команди володарем Кубка Нідерландів. У 1958 році завершив виступи на футбольних полях. після чого жив у рідному місті Капелле-ан-ден-Ейссел, був дияконом місцевої церкви. Помер у 1992 році Рінус Терлув внаслідок хвороби Альцгеймера.

## Виступи за збірну
У 1948 році Рінус Терлув дебютував у складі національної збірної Нідерландів. У складі збірної цього року брав участь у літніх Олімпійських іграх у Лондоні. У 1952 році Терлув у складі збірної брав участь у літніх Олімпійських іграх у Гельсінкі. У складі збірної грав до 1954 року, загалом зіграв у складі збірної 34 матчі, в яких забитими м'ячами не відзначився.

## Титули і досягнення
- Володар Кубка Нідерландів (1):

«Спарта»: 1957–1958